# 橫濱國際平和會議場

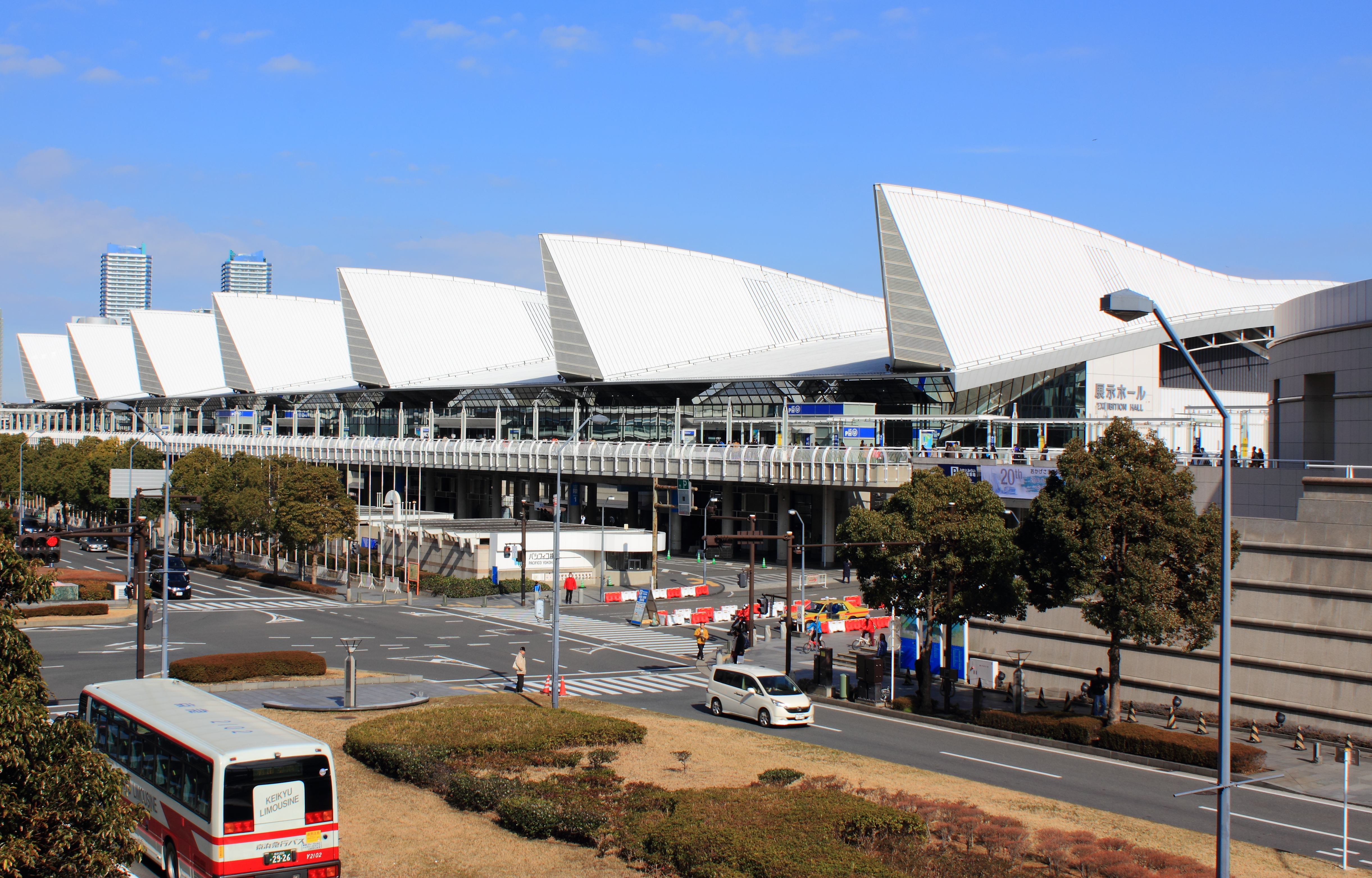
展示大廳

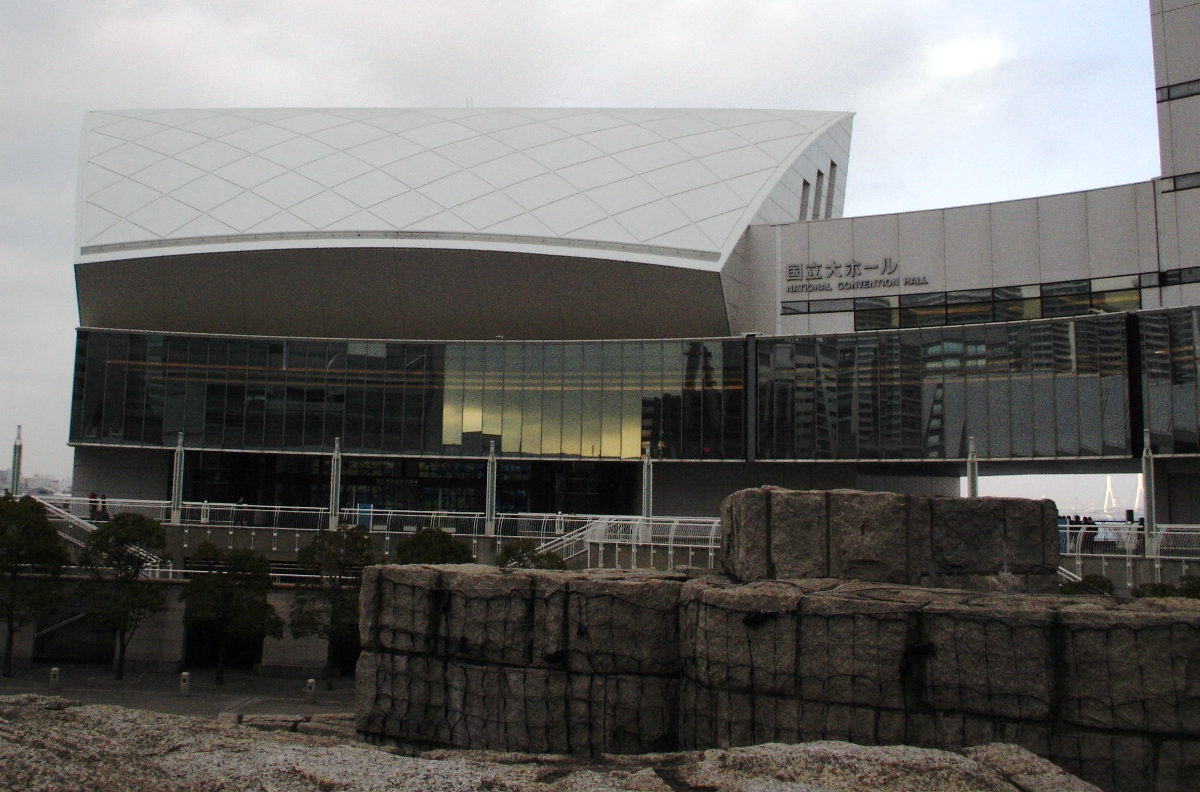
国立大樓

橫濱國際平和會議場（日语：横浜国際平和会議場）是位於日本神奈川縣横濱市西区港未來一丁目的會議展覽中心，為世界最大的国際会議場和展示大廳及酒店展覽館。通稱Pacifico橫濱（パシフィコ横浜），營運機構為「株式會社 橫濱國際平和會議場」。

## 交通
- 港未來線港未來車站下車徒步3分
- JR根岸線、橫濱市營地下鐵櫻木町車站下車徒步12分

## 外部連結
- パシフィコ横浜 （页面存档备份，存于）